# Zakerana kudremukhensis
Espèce
Synonymes
- Fejervarya kudremukhensis Kuramoto, Joshy, Kurabayashi & Sumida, 2008

Zakerana kudremukhensis est une espèce d'amphibiens de la famille des Dicroglossidae.

## Répartition
Cette espèce est endémique de l'État du Karnataka dans le sud de l'Inde. Elle se rencontre dans le centre des Ghâts occidentaux.

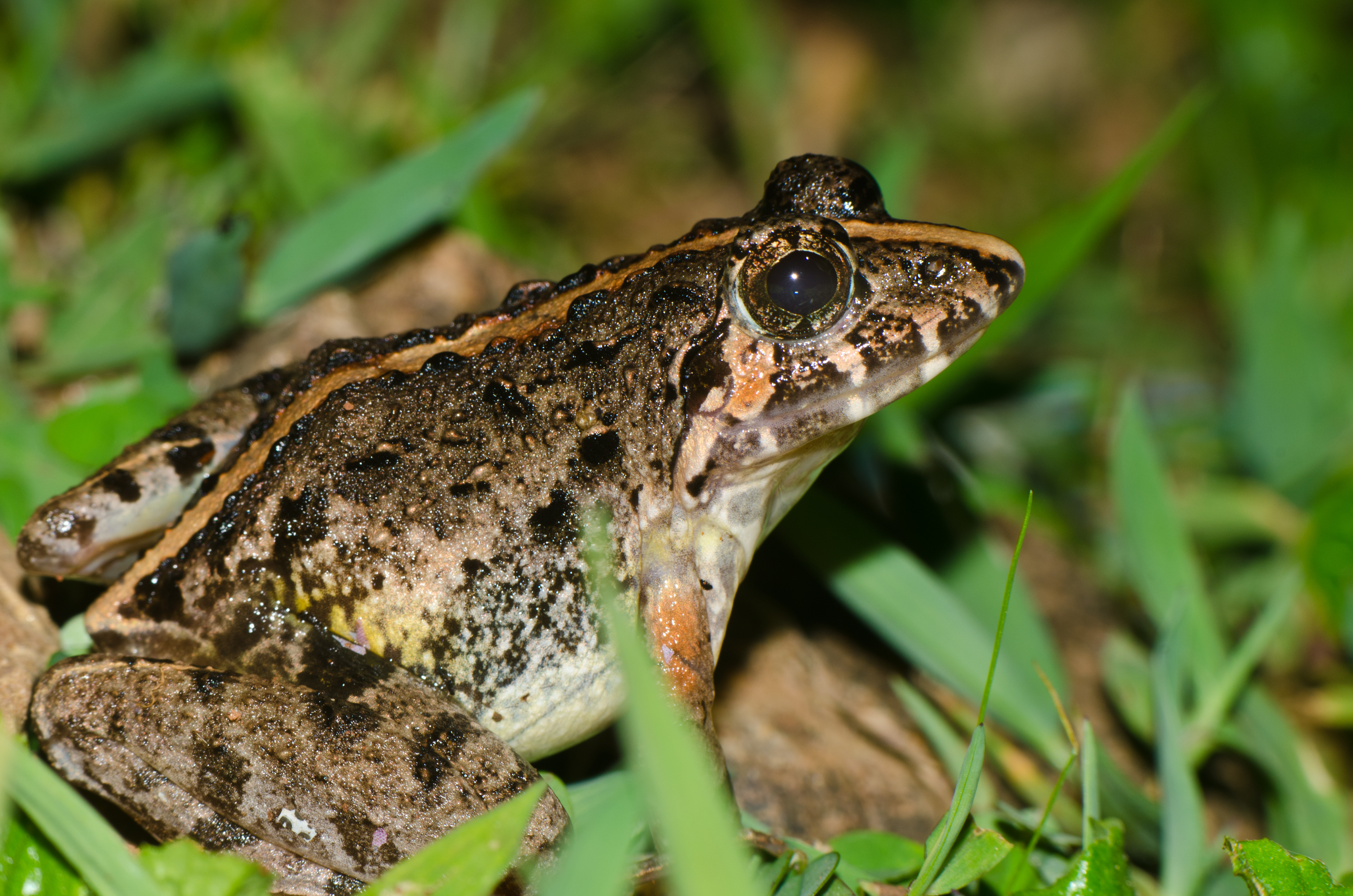

## Étymologie
Son nom d'espèce, composé de kudremukh et du suffixe latin -ensis, « qui vit dans, qui habite », lui a été donné en référence au lieu de sa découverte, le parc national de Kudremukh.

## Publication originale
- Kuramoto, Joshy, Kurabayashi & Sumida, 2008 "2007" : The genus Fejervarya (Anura: Ranidae) in central Western Ghats, India, with descriptions of four new cryptic species. Current Herpetology, Kyoto, vol. 26, no 2, p. 81-105.